# Cryptocoryne vietnamensis
Cryptocoryne vietnamensis är en kallaväxtart som beskrevs av I.Hertel och H.Mühlberg. Cryptocoryne vietnamensis ingår i släktet Cryptocoryne och familjen kallaväxter. IUCN kategoriserar arten globalt som otillräckligt studerad.
Artens utbredningsområde är Vietnam. Inga underarter finns listade.